# Jarmila Skalková
Jarmila Skalková (21. ledna 1924 Praha – 7. února 2009 Praha) byla česká pedagožka a vysokoškolská učitelka, odbornice v oblasti pedagogických věd.

## Život a dílo
Narodila se 21. ledna 1924 v Praze, v rodině řídícího učitele. Podněcující prostředí, kulturní zázemí rodiny, její vztah k hodnotám vzdělání i podmínky tehdejšího školství nepochybně přispěly k volbě její profesní dráhy. Po maturitě na reálném gymnáziu v Českém Brodě a po vynucené přestávce ve studiu způsobené II. světovou válkou vystudovala Filozofickou fakultu UK, obor filozofie – ruský jazyk. Ve studiu aspirantury se zaměřila na oblast pedagogických věd. Tím je dáno i její celoživotní odborné směřování. Její odborné práce jsou vždy filozoficky fundované, usilují o jednotu teorie a výchovně vzdělávací praxe, často se věnují procesu poznávání i osvojování poznatků mládeží a směřují k vytváření vědního systému. Prof. Skalková se svou rozsáhlou teoretickou, výchovně vzdělávací i organizačně praktickou činností nesmazatelně vepsala nejen do našeho pedagogického odkazu 20. století, ale i svou neutuchající aktivitou, tvořivou erudicí, vysoce kultivovaným slovním projevem přispěla k pedagogickým konturám 21. století.

## Vědecká práce
Její pedagogické teoretické dílo je velmi rozsáhlé a obsažné. Vědecká činnost a její výsledky se týkají nejen didaktiky, se kterou je její jméno nejčastěji spojováno, ale také obecné pedagogiky, komparativní pedagogiky, vysokoškolské pedagogiky, metodologie a metod pedagogického výzkumu a rovněž i teorie výchovy. Odborné dílo prof. Skalkové představuje více než 300 bibliografických jednotek. Zahrnuje v sobě 12 vědeckých monografií, z nichž některé byly vydány i v zahraničí, ale i množství četných statí a článků zveřejněných v odborných pedagogických časopisech a sbornících domácí i zahraniční provenience. Její dílo patří doma i v zahraničí k tomu nejlepšímu, co v české pedagogice bylo vytvořeno.
Vědecká práce prof. Skalkové vždy nesla pečeť moderního přístupu k vědě. Odmítá koncept tzv. čisté vědy, který příkře odděluje poznávací a společenské aspekty vědecké činnosti, separuje vědecké aktivity od společenského rozvoje a vylučuje sociální aspekty z pozornosti vědy. V souvislosti s rozvojem pedagogiky proto zdůrazňuje potřebu rozumět novému sociálně ekonomickému kontextu, v němž probíhají reálné výchovné a vzdělávací procesy. V tomto smyslu je její dílo, vědecká práce a přístup k ní příkladem, a to zejména v úsilí postihnout vnitřní vztahy mezi globálními a ekonomickými změnami a změnami v sociálních, lidských, intelektuálních i hodnotových dimenzích, které je doprovázejí a spoluurčují. Stejně tak i v odmítání scientistních přístupů k vědě, které poškozují vědu obecně a společenské vědy zejména. Znalost pěti cizích jazyků jí umožnila čerpat z širokého spektra nejrůznějších světových poznatkových bází.
Neodmyslitelnou součástí odborného díla prof. Skalkové jsou i vysokoškolské učebnice a učební texty pro studenty vysokých škol. Studenti oceňují preciznost formulace myšlenek a didaktickou propracovanost. Přes myšlenkovou náročnost a potřebu uplatnit vyšší volní úsilí při studiu oceňují vysokou výpovědní hodnotu, přehlednost a jasnou strukturovanost textu, umožňující pochopit podstatu objasňovaných jevů a procesů. V důsledku uvedených pozitiv a neomezené platnosti pohledů na studované jevy některé učebnice prof. Skalkové (viz např. Obecná didaktika) se dočkaly opakovaných vydání. Autorka však nikdy nepřistoupila na opakované vydání původního znění, ale na základě zkušeností a nových poznatků inovovala a upravila text pro nové vydání. Vztah teorie a výchovně vzdělávací praxe nebyl pro prof. Skalkovou nikdy proklamací a proto svoji vědeckou činnost spojovala s praktickou pedagogickou činností na vysoké škole (Vysoká škola pedagogická, Filozofická a posléze Pedagogická fakulta Univerzity Karlovy). Odrazem uznání její vědecké práce bylo rovněž členství v Československé akademii věd, kde byla členkou korespondentkou ČSAV.

## Pedagogická a vědecko-organizační činnost
Uznávaná je také její pedagogická činnost, zejména na vysokých školách (Vysoká škola pedagogická, Filozofická a Pedagogická fakulta Univerzity Karlovy), působení v řídících funkcích (ředitelka Pedagogického ústavu J. A. Komenského ČSAV) v neposlední řadě rovněž vědecko-organizační působení v čele řady vrcholných institucí (Vědecké kolegium pedagogiky a psychologie ČSAV, Československá pedagogická společnost při ČSAV aj.), vyhledávána byla její přednášková činnost.

## Vydávání díla J. A. Komenského
Jako ředitelka Pedagogického ústavu J. A. Komenského ČSAV vytvořila podmínky pro vydávání kritické edice spisů Komenského. Podpořila překlad jeho celoživotního syntetického a fundamentálního díla „Obecná porada o nápravě věcí lidských“ (Konzultace) a významně se zasloužila i o kompletní, vydání tohoto díla v historicky prvním českém překladu u příležitosti 400. výročí narození J. A. Komenského v roce 1992.

## Publikace, výběr
- Seznam děl v Souborném katalogu ČR, jejichž autorem nebo tématem je Jarmila Skalková
- Výchovné vyučování (1958)
- K základům vyučovacího procesu (1962)
- Aktivita žáků ve vyučování (1971)
- Od teorie k praxi vyučování na střední všeobecně vzdělávací škole (1978)
- Úvod do metodologie a metod pedagogického výzkumu (1983)
- Tradice hermeneutické pedagogiky a její vývoj ve druhé polovině 20. století (1992)
- Humanizace vzdělávání a výchovy jako soudobý problém (1993)
- Za novou kvalitu vyučování (1995)
- Obecná didaktika (1999)
- Pedagogika a výzvy nové doby (2004)
- Obecná didaktika (2007)
- Společenskovědní poznání v sítích inženýrského vzdělávání (2009)

### Nejnovější publikace
- Skalková, J. Společenskovědní poznání v sítích inženýrského vzdělávání. Brno: Paido, 2009. ISBN 978-80-7315-173-7